# Tachypeza annularis
Tachypeza annularis är en tvåvingeart som beskrevs av Axel Leonard Melander 1927. Tachypeza annularis ingår i släktet Tachypeza och familjen puckeldansflugor. Inga underarter finns listade i Catalogue of Life.